# Alois Bubák
Alois Bubák (20. srpna 1824 Kosmonosy – 6. března 1870 Praha) byl český malíř – krajinář a ilustrátor.

## Život
Pocházel z rodiny řezbáře. Po absolvování gymnázia v Mladé Boleslavi nastoupil podle přání rodičů na bohosloveckou fakultu v Praze. Nadání i láska k umění ho ale brzy přivedly na malířskou akademii. Jeho učiteli se stali ředitel akademie Christian Ruben a krajinář Max Haushofer. Oba oceňovali jeho rychlé pokroky i snahu o osobité umělecké vyjádření. Ještě jako student podnikl cesty do Krkonoš, Alp a později do jihozápadních Čech. Obrazy pak úspěšně představil na několika výstavách.
Vedle tvorby olejomaleb a akvarelů také vyučoval od roku 1858 kreslení na pražské obchodní akademii
3 a od roku 1863 na Vyšší dívčí škole.
Dne 25. listopadu 1856 se v Praze oženil s Terezií Terebovou (* 1831); manželé měli dcery Marii (* 1856) a Annu (* 1858), která však roku 1862 zemřela.
Byl velmi aktivní a pracovitý, mimo jiné i z existenčních důvodů – aby se uživil a mohl podporovat i příbuzné, musel intenzivně malovat i učit. Velká námaha a nedostatek odpočinku přispěly k tomu, že v létě 1868 onemocněl na tuberkulózu a za necelé dva roky zemřel. Pohřben byl na Olšanských hřbitovech. Zanechal po sobě nezaopatřenou vdovu a třináctiletou dceru. Na jejich podporu vyhlásil majitel Světozoru František Skrejšovský 21. března 1870 sbírku; přispěli např. malíř František Chalupa (60 krejcarů), pivovarník Ferdinand Vališ (2 zlaté) a řada dalších lidí. Za prvních deset týdnů se vybralo 491 zlatých.

## Dílo
Alois Bubák se zaměřil na krajinomalbu. Známé byly například obrazy z jeho studentských cest Krajina nad Labem, Krajina pod Studničovem, Jezero Gosauské a dvě malby z okolí Bad Ischlu. Obraz Holnavského rybníka si do svých sbírek pořídil Ferdinand I. Dobrotivý. Kritika rovněž vysoce cenila jeho Jezero Plökensteinské v Šumavě, a to pro realističnost a detail v popředí a širokou perspektivu v pozadí; tímto dílem podle nich překonal svého učitele Haushofera, který na stejné výstavě předvedl mnohem skromnější obraz Partie Sonenta. Proslavily ho i obrazy Počasí deštivé v Alpách, Okolí Bezdězu, Trosky s okolím aj. Počátkem 60. let namaloval několik panoramatických krajin, kde vyniklo jeho prostorové cítění.
Mnoha ilustracemi (letohrádek Hvězda, zámek Strakonice aj.) přispěl i do časopisů Květy a Světozor.
Jeho díla jsou zastoupena v pražské Národní galerii, Alšově jihočeské galerii a v Muzeu Mladoboleslavska.

## Galerie

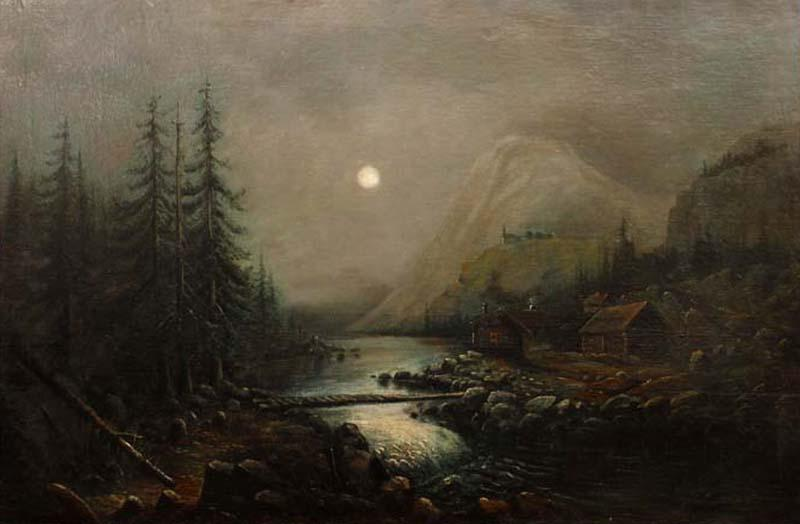
Alois Bubák – horský potok při úplňku
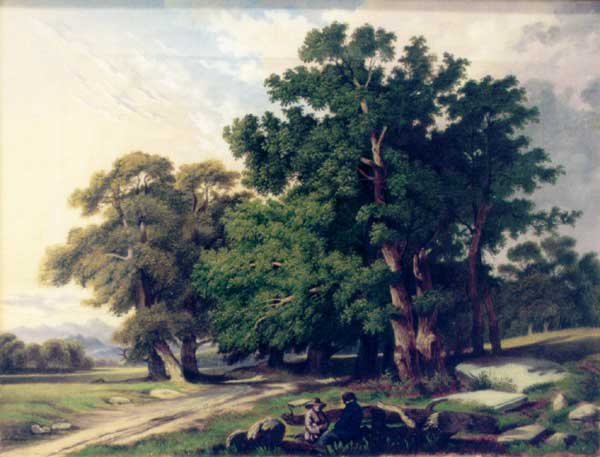
Alois Bubák – lesní cesta
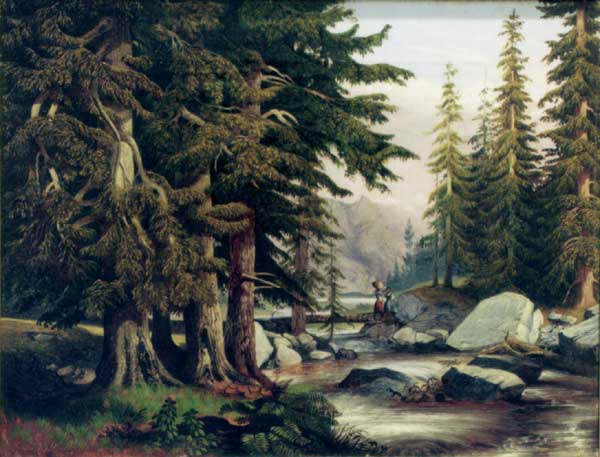
Alois Bubák – Krajina s horským potokem
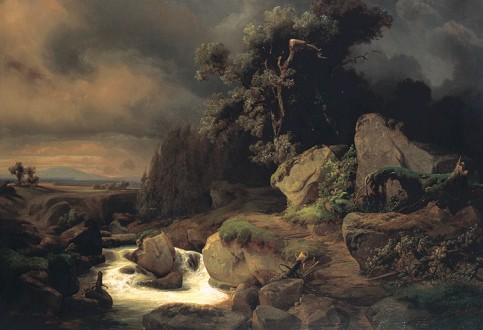
Alois Bubák – krajina před bouří
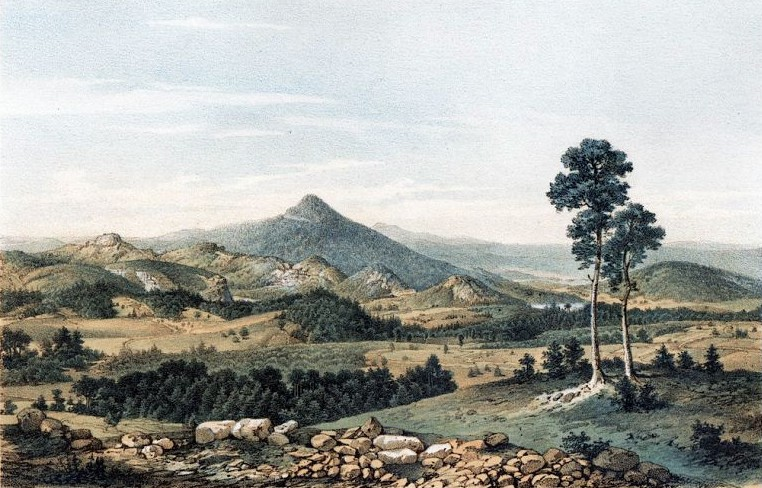
Alois Bubák – Ralsko a Děvín (1869)
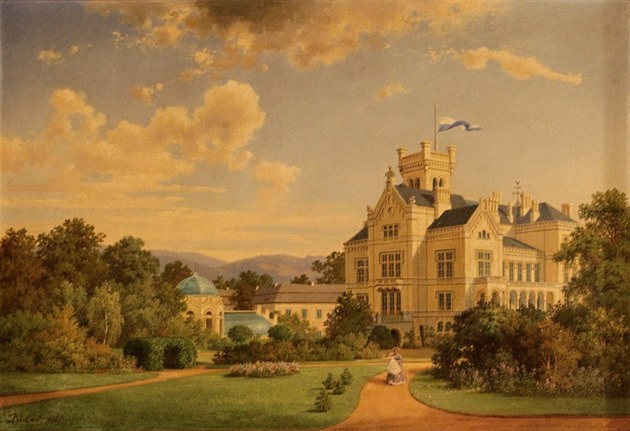
Alois Bubák – zámek